# 都営バス大塚支所
都営バス大塚支所（とえいバスおおつかししょ）は、東京都文京区大塚にあった都営バスの営業所である。営業所記号はGを用いた。茗荷谷駅周辺の再開発に関連し、2015年3月29日をもって閉所、最後まで担当していた都02・上60系統は巣鴨営業所へと移管された。

## 沿革
東京市電の車庫として使用されていた場所をバス車庫に転用したもので、開設年は1925年である。都電の車庫は大塚駅寄りの豊島区南大塚に移り、1971年に廃止されるまで使用された。
- 1925年：東京市が市バス大塚営業所を開設する（現在の地下鉄新大塚駅付近にあった）。
- 1928年：現在地に移転。都電大塚営業所は旧・都バス大塚営業所へ移転する。
- 大戦中：練馬、滝野川を分車庫として管轄する。
- 1946年：練馬分車庫を営業所に格上げ、練馬営業所とする。
- 1949年：滝野川分車庫を営業所に格上げ、滝野川営業所とする。
- 1959年05月27日：志村分車庫を開設する。
- 1966年05月21日：志村支所を営業所に格上げ、志村営業所とする（1982年3月29日廃止）。
- 1968年02月25日：巣鴨支所を開設する。
- 1971年03月18日：巣鴨支所を営業所に格上げし、巣鴨営業所とする。
- 1979年11月23日：学04を廃止する。
- 1990年07月21日：茶60系統を御茶ノ水駅発着から上野公園発着に変更し、系統番号を「上60」とする。
- 2000年12月12日：急行02の運行を開始する。
- 2002年12月01日：急行02を廃止する。
- 2008年04月01日：大塚営業所から巣鴨自動車営業所大塚支所へ格下げする。
- 2009年12月：都営バスの営業所で初めて全車ノンステップ化を完了。
- 2015年03月29日：巣鴨営業所に統合され、閉所した。都02・上60系統は、巣鴨の管轄となった[1][2]。

跡地利用については、中央大学と2019年4月から40年間の定期借地契約を締結し、同校のキャンパスおよび文京区の公共施設等が整備される予定になっている。

## 大塚支所廃止時まで運行されていた路線

### 都02系統（グリーンライナー）
- 都02：大塚駅 - 大塚三丁目 - 茗荷谷駅 - 春日駅 - 本郷三丁目駅 - 上野広小路 - 御徒町駅 - 蔵前駅 - 本所一丁目 - 石原三丁目 - 錦糸町駅[3]

- 都02：大塚駅 - 大塚三丁目 - 茗荷谷駅 - 春日駅 - 東京ドームシティ（平日朝のみ）

- 都02：大塚駅 ← 大塚三丁目 ← 茗荷谷駅 ← 春日駅 ← 上野広小路 ← 御徒町駅 ← 蔵前駅 ← 本所一丁目（本所一丁目始発のみ）

- 都02出入：大塚駅 - 大塚三丁目 - 大塚車庫

- 都02出入：大塚車庫 - 茗荷谷駅 - 春日駅 - 本郷三丁目駅 - 上野広小路 - 蔵前駅 - 本所一丁目 - 石原三丁目 - 錦糸町駅
- 1971年3月18日：大塚電車営業所所管の都電16系統の代替として516系統が開通する（1972年に、塚20系統へ変更）[4]。
- 1986年3月3日：都市新バス化され、塚20系統から都02系統へ変更される[5]。
- 2000年12月12日：急行02系統大塚駅 - 春日駅を新設する[6]。
- 2002年12月1日：急行02系統大塚駅 - 春日駅を廃止する。

大塚支所廃止後は巣鴨営業所に移管、大塚車庫前停留所も「窪町小学校」に名称が変更された。

### 上60系統
- 上60：上野公園 -（←上野広小路）- 根津駅 - 春日駅 - 白山二丁目 - 大塚駅 - 新大塚 - 向原 - 池袋駅東口[3]（平日・土曜は朝夕のみ運行）

- 上60：上野公園 -（←上野広小路）- 根津駅 - 春日駅 - 白山二丁目 - 大塚駅

- 上60出入：大塚車庫 - 大塚三丁目 - 大塚駅（都02出入と同一経路）

閉所前の池袋駅東口 - 大塚駅の運行は月 - 金曜は朝夕のみ、土休日は午前中 - 夕方に偏っていた。大塚駅止まりのバスは駅手前（巣鴨小学校出発後すぐ）を左折、南大塚三丁目を右折して大塚駅に向かっていた。なお、池袋駅東口の乗り場の位置の関係上、上野公園方面は、池袋駅東口（10番乗り場）にはとまらず、次は豊島区役所（現・池袋保健所前→Hareza池袋）だった。これは大塚支所廃止による巣鴨営業所への移管後も引き継がれている。

## 大塚支所が廃止される以前に廃止・移管された路線

### 学01・学07系統
- （51→）学01：上野駅 - 龍岡門 - 東大病院 - 東大構内
- （50→）学07：御茶ノ水駅 - 龍岡門 - 東大病院 - 東大構内

両系統ともに1949年（昭和24年）7月に開通し、古くはそれぞれ51系統、50系統を名乗った。2007年（平成19年）3月25日には2路線とも開通以来担当してきた大塚営業所→大塚支所から巣鴨営業所へ移管された(2022年上01・茶07系統に改称)。

### 都02乙系統
- （都電17→517→楽67→池67→）都02乙：池袋駅東口 - 東池袋四丁目 - 大塚車庫 - 春日駅 - 東京ドームシティ - 水道橋駅 - 一ツ橋
- 都02乙：池袋駅東口 - 東池袋四丁目 - 大塚車庫 - 春日駅 - 東京ドームシティ

1969年（昭和44年）10月の都電第4次撤去で廃止された17系統（池袋駅前〜数寄屋橋）の代替バス、517系統：池袋駅東口 - 水道橋駅 - 一ツ橋 - 東京駅八重洲口 - 有楽町駅前として開業。その後一ツ橋 - 有楽町駅を区間廃止して池67系統に変わるが、並行していた都02系統の都市新バス化後に統合されて都02乙系統となり、さらに文京区役所前 - 一ツ橋間を朝平日3往復のみとして現在に至る。2008年3月30日付で巣鴨営業所へ移管された後、2015年（平成27年）3月30日付で小滝橋営業所に再移管された。

### 急行02系統
- 急行02：大塚駅 - 新大塚 - 大塚三丁目 - 茗荷谷駅 - 伝通院 - 春日駅

2000年（平成12年）12月12日に設定されたラピッドバス。平日朝夕のみの運行で、上記停留所のみ停車する都02系統の急行便だった。ラピッドバスとしては最も早く、2002年（平成14年）12月1日に運行を終了した。なお都02系統は大塚支所廃止で巣鴨営業所に移管のうえ現在も運行されている。

### 学04系統
- （54→）学04：池袋駅東口 - 豊島区役所前[7] - 新大塚 - 大塚三丁目 - 大塚車庫前 - 東京教育大学  - （ ← 湯立坂下/小石川四丁目 → ）小石川五丁目

都営バスが運行する学バスの中で、2013年時点で唯一欠番となっている当系統は、元は学バスを表す50番台の系統番号の54系統として池袋駅と東京教育大学（現・筑波大学）を結んでいた。
他の学バスと異なり、通学客輸送がメインであるのは無論、加えて当時併走する都バスの一般路線が無い地区（現在の池袋保健所 - 新大塚など）を走行し、一般客の利用も多かった。小石川五丁目まで運行されていたのは、適切な折返場・道路が大学付近になかったため。
1978年（昭和53年）4月1日付で東京教育大は「筑波大学」と改称、茨城県新治郡桜村（現・つくば市）に移転することとなり3月31日をもって閉学した。本系統は本来の運行意義を失うもお茶の水女子大学、拓殖大学、跡見学園、筑波大学附属小学校などへの足として暫定的に継続される。しかし、楽67系統や茶60系統との重複によって交通局第2次再建計画に伴う追加の路線再編成の対象となり、1979年（昭和54年）11月22日限りで廃止された。廃止代替は、茶60系統の経路が変更された。

### 上26系統
- （トロリー101→601→）上26：亀戸駅 - 亀戸天神 - 押上 - 業平橋駅 - 言問橋 - 隅田公園 - 根津駅 -（←上野広小路）- 上野公園
- 出入：大塚車庫 - 文京区役所 - 本郷三丁目 - 湯島三丁目 - （← 上野広小路）

1990年（平成2年）、都営トロリーバス101系統の後身である上26系統を亀戸駅で分割した際、亀戸駅より西側が従来の系統番号を引き継いで発足。当初は大塚営業所と巣鴨営業所の共管で、のちに南千住営業所と江東営業所へ移管されてきたが、乗客の乗車率が低迷している為にのちに、はとバス委託路線となり青戸支所に移管となった。

### 10系統
- 10（→王40）：王子駅 - 豊島三丁目 - 荒川土手 - 西新井大師 - 西新井駅

現在の王40甲系統の前身となる路線で、終戦後の1946年（昭和21年）3月15日に開通。当初は荒川土手までだったところを西新井駅まで順次延長した。1950年度をもって滝野川営業所に移管、その後は王子側を池袋駅まで延長し、1980年（昭和55年）4月の滝野川営業所移転で北営業所の担当となって現在に至る。

### 17系統
- 17（→東43）：荒川土手 - 小台 - 田端町 - 上野広小路

1948年（昭和23年）12月15日に開通したが、翌年の8月1日をもって田端まで短縮のうえ滝野川営業所に移管される。その後は御茶ノ水駅、東京駅と順次路線を延長、系統番号も東43系統に変更し、滝野川営業所の移転後は北営業所の担当となって現在に至る。2012年（平成24年）4月からの2年間巣鴨営業所との共管だった時期がある。

### 42系統
- 42：赤羽駅東口 - 稲付二丁目 - 東十条六丁目 - 神谷一丁目 - 王子三丁目 - 王子駅前

### 43系統
- 43：池袋駅東口 - 西巣鴨 - 巣鴨駅 - 白山上 - 団子坂下 - 荒川四丁目 - 三ノ輪駅 - 千束 - 浅草雷門

巣鴨駅前にあった巣鴨電車営業所は、都電廃止とともに営業所が廃止されるとそのまま線路をはがし、建物も再利用で、巣鴨自動車営業所として発足した。
当初は大塚営業所の管轄だったが、大塚営業所巣鴨支所の営業所への昇格とともに移管された後、1972年（昭和47年）の系統番号整理で、草63系統となって現在に至る。

## 車両
指定車種：いすゞ自動車＋川崎重工→川重車体工業→アイ・ケイ・コーチ→いすゞバス製造→ジェイ・バス宇都宮事業所
音声合成：レシップ→レゾナント・システムズ　過去の放送のときは「つぎとまります」や「発車します、おつかまりください」のイントネーションが違ったが、放送を東京スカイツリー開業に合わせて夢の下町タイプに交換してからは他営業所との違いがなくなってしまった。このほか、江戸川と早稲田も旧放送時代、他の営業所とは根元放送が異なった。だが、その営業所も交換後他営業所と同じになった。
大塚支所の再編計画により上26系統が南千住の所管（現在は青戸）になり、都02乙系統も巣鴨の所管（現在は小滝橋）になったことで、中型長尺ノンステップバス（日野・レインボーHR）のうちH・K代車は南千住・巣鴨・品川などに、L代車も青梅・杉並・江戸川に転出した（のちに品川転出分は杉並に、江戸川転出分も青戸に再転出している）。
上記の理由で車両が余るため、P代車の一部（P455 - 462号車）が江東、品川、北、南千住、江戸川に転出したほか、M代車の一部（M139 - 144号車）も北や品川に転出した（後に品川転出分も北に集結）。
そのため、閉所時はH代車（大型）が13台（H120・123 - 132・150・151号車）、M代車が6台（M133 - 138号車）、N代車が1台（N374号車）、P代車が5台（P450 - 454号車）、R代車が6台（R580 - 585号車）、S代車が3台（S650 - 652号車）、T代車が4台（T197 - 199・241号車）、V代車が1台（V291号車）、Z代車が1台 （Z512号車）所属し、なかでもZ512号車は大塚支所として最後の新車となった。内訳はN374・R580 - 585号車が日野・ブルーリボンII、T241・V291号車が日野・ブルーリボンシティハイブリッド、P450 - 454・S650 - 652号車がUD・スペースランナーRA（西日本車体工業B-I 96MCを架装）、それ以外はすべていすゞ・エルガであった。
ハイブリッドバスを除き、グリーンライナーのサボ・マークを装備していた。近年は都市新バスも一般系統との違いがなくなり、特に一般車と新バス車の運用を区別しない営業所も増えたことから、フロント・マークがついてもどちらかは通常仕様の例が多く、両方揃っている例は大塚を除くと少なかった。しかし閉所に先立ちマークを都章に交換している。
閉所後は巣鴨を中心に品川・小滝橋・深川などに転出している。このうちの深川転出分はグリーンライナーのサボ・マークをグリーンアローズのものに交換し、都05系統を中心に運行されている。